# کین کوسوگی
کانه تاکه‌شی کوسوگی (انگلیسی: Kane Takeshi Kosugi؛ زادهٔ ۱۱ اکتبر ۱۹۷۴) هنرپیشه، رزمی‌کار و سلبریتی آمریکایی با اصالت ژاپنی است.
از فیلم‌های که وی در آن نقش داشته است می‌توان به جنگ، گودزیلا: جنگ‌های نهایی، زنده یا مرده، انتقام نینجا، چشم‌گربه‌ای، نینجا: سایه اشک و تکن ۲: انتقام کازویا اشاره کرد.